# Погибко, Николай Иванович
Николай Иванович Поги́бко (укр. Микола Іванович Поги́бко; 20 ноября (3 декабря) 1901, Ростов-на-Дону, Российская империя — 23 февраля 1976 или 23 февраля 1982, Харьков, Украинская ССР, СССР) — советский украинский учёный-медик, специалист в области судебной медицины и психиатрии. Доктор медицинских наук (1962), профессор (1962). Со второй половины 1930-х и до 1960 года работал в Украинском психоневрологическом институте. В тот же период преподавал в Харьковском юридическом институте. Декан терапевтического факультета и заведующий кафедрой общей судебной психиатрии Украинского государственного института усовершенствования врачей с 1960 по 1973 год. Ученик академика А. И. Ющенко.

## Биография
Родился 20 ноября (3 декабря) 1901 года в Ростове-на-Дону. Его родители были служащими. Среднее образование получил в гимназии и школе, высшее — на медицинском факультете Северо-Кавказского государственного университета. Окончил вуз в 1927 году, получив специальность «врач». После выпуска остался при университетской психоневрологической клинике, где в течение трёх лет обучался в ординатуре у Александра Ивановича Ющенко. Обучаясь в ординатуре, занялся наукой, уже в 1928 году имел публикацию.
В 1930 году начал работу в Украинской психоневрологической академии в Харькове. Занимался как научной, так и административной деятельностью. Сначала занимал должность ординатора, затем ассистента и старшего ассистента. Одновременно с этим был заместителем директора клинического института при Академии. В 1940 году защитил диссертацию на соискание учёной степени кандидата медицинских наук по теме «Об индуцированных психозах», также опубликовал монографию по этой теме. С 1936 года возглавлял отдел психоневрологической экспертизы (судебной, военной и трудовой) Украинской психоневрологической академии. Во время Второй мировой войны руководил отделением в специализированном эвакуационном госпитале.
Ещё до конца войны возобновил работу в Украинском психоневрологическом институте (до 1937 года — академия), где занял должность заведующего судебно-психиатрическим отделом. Одновременно возглавлял научную работу этого подразделения института. Одновременно с научно-административной работой в Украинском психоневрологическом институте на протяжении пятнадцати лет, начиная с 1945 года, преподавал судебную психиатрию как доцент в Харьковском юридическом институте. В то же время занимался общественной и практической работой: был главным судебно-психиатрическим экспертом Министерства здравоохранения Украинской ССР (1963—1973), заместителем председателя Харьковского областного научного медицинского общества судебных медиков и криминалистов, депутатом одного из районных советов.
Некоторое время возглавлял терапевтический факультет Украинского государственного института усовершенствования врачей. В 1960 году создал кафедру общей и судебной психиатрии в Украинском государственном институте усовершенствования врачей и стал первым заведующим кафедры. В 1961 году защитил диссертацию на соискание учёной степени доктора медицинских наук по теме «Материалы к судебно-психиатрической экспертизе реактивных психозов с затяжным течением», в следующем году ему была присвоена степень и учёное звание профессора. Основными научными интересами Погибко были  исследования проблем судебно-психиатрической экспертизы реактивных психозов. Возглавляя кафедру, Погибко сформировал её коллектив, в который вошли представители нескольких психиатрических научных школ. Продолжал возглавлять кафедру до 1973 года, затем работал на должности консультанта кафедры до 1976 года.
По данным доцента Бориса Кувшинова, Николай Иванович Погибко скончался 23 февраля 1976 года в Харькове. Однако согласно кандидатам медицинских наук Рашиду Брагину и Юрию Чайке, а также Энциклопедии современной Украины, Погибко умер 23 февраля 1982 года. Известно, что Погибко был удостоен одного ордена и двух медалей.

## Оценки
Коллеги Погибко, кандидаты медицинских наук Рашид Брагин и Юрий Чайка, характеризуя его как лектора, отмечали, что он «тяготел к академическому стилю „старой профессуры“: не нарушал регламент, не диктовал и обращал внимание слушателей только на существенное или исключительное. С особым интересом воспринимались его яркие иллюстрации из судебно-психиатрической практики. Во время клинических разборов он умел создать атмосферу лёгкости общения и поэтому каждый участник стремился высказать своё мнение. Все имели право на свою точку зрения и должны были её отстаивать. И врач, и аспирант, и профессор на этот час становились равными коллегами. Его резюме было в высшей степени тактичным, но мнение — твёрдым и заключающим».
Также Р. Б. Брагин и Ю. В. Чайка отмечали, что Погибко «одновременно казался простым и сложным». Описывая его внешность, они вспоминали, что он был «коренастым человеком с открытым лицом, всегда готовым засмеяться или пошутить», имел своеобразную манеру ходьбы («профессора легко можно было распознать издалека по неторопливой походке, чуть опущенному болезнью плечу и неизменному портфелю») и «от него веяло спокойствием и уверенностью».
Погибко участвовал в экспертной психиатрической комиссии, обследовавшей украинскую правозащитницу Анну Михайленко. Согласно её воспоминаниям, под давлением КГБ комиссия была вынуждена поставить Михайленко диагноз «шизофрения». При этом она отмечала, что Погибко отказался подписывать этот диагноз.

## Избранные публикации
Согласно Юридической энциклопедии и Энциклопедии современной Украины, наиболее важными научными работами Погибко были:
- Опыт работы отдела судебно-психиатрической экспертизы научно-исследовательского психоневрологического института // Тр. Укр. н.-и. психоневрол. ин-та. Х., 1958. Т. 28.
- О некоторых показателях ферментативной активности крови у больных с реактивными психозами // Пробл. судеб. психиатрии. Москва, 1961. Вып. 9.
- Анализ двух заболеваний эпилепсией и некоторые соображения эксперта по этому поводу // Пробл. психиатрии. Ленинград, 1964.
- Алкоголизм и преступность (1964)
- Психологические реакции типа индуцированных психозов и их судебно-психиатрическая экспертиза (1965)
- Алкоголизм и алкогольные психозы (1973)